# Opatovice I
Opatovice I è un comune della Repubblica Ceca facente parte del distretto di Kutná Hora, in Boemia Centrale.